# VR-Bank Ostalb

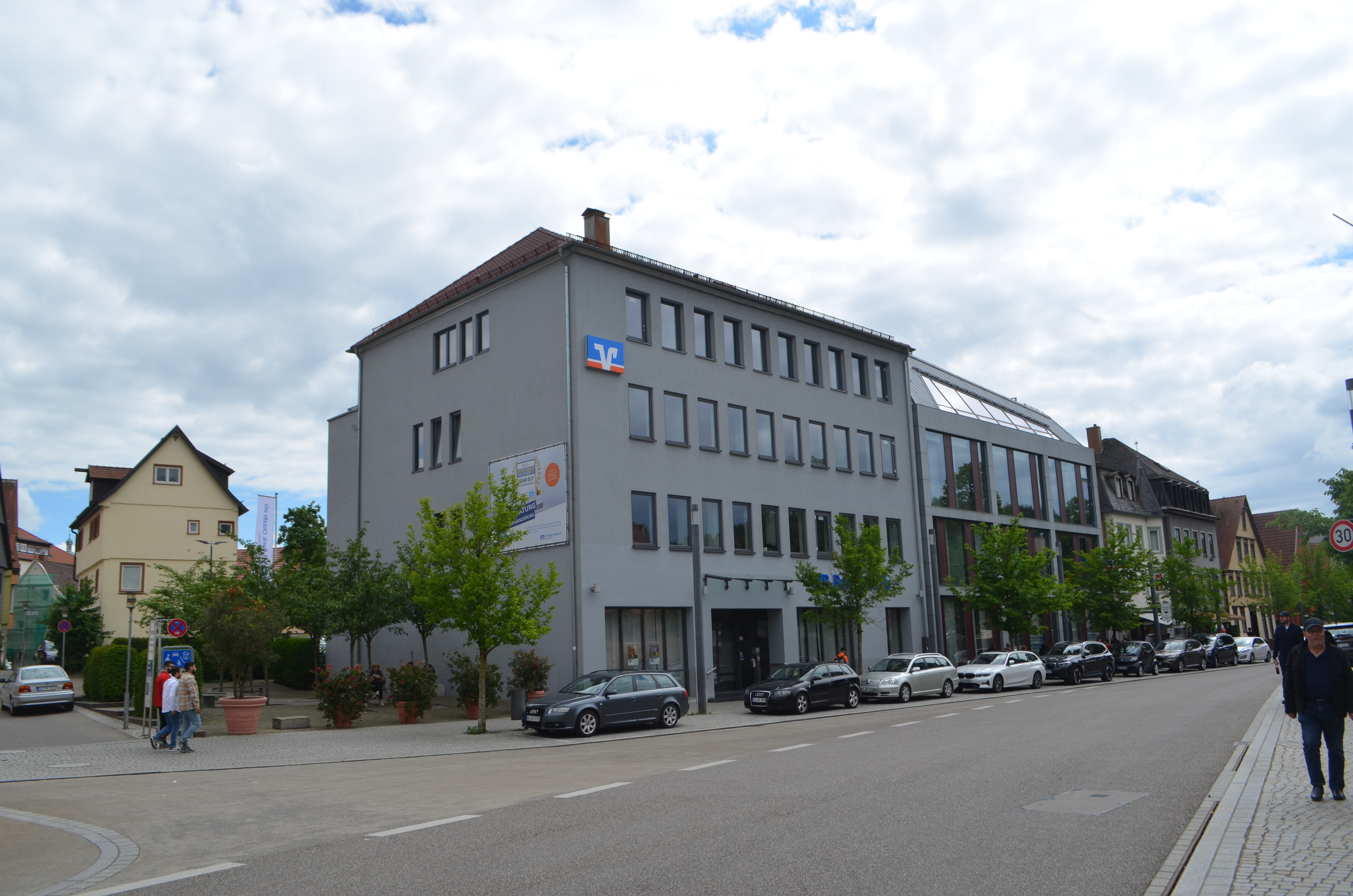
Filiale in Schwäbisch Gmünd

Die VR-Bank Ostalb eG ist ein Kreditinstitut in Baden-Württemberg. Die Bank entstand im Jahre 2017 aus der VR-Bank Aalen eG Volksbank Raiffeisenbank und der Volksbank Schwäbisch Gmünd eG.

## Geschichte
Ursprünge
Die Vorgängerinstitute der VR-Bank Ostalb wurden am 20. Februar 1868 als Gewerbebank Schwäbisch Gmünd und am 1. März 1868 als Gewerbebank Aalen gegründet, aufbauend auf den Gedanken der Selbsthilfe, der Selbstverantwortung und der Selbstverwaltung von Friedrich Wilhelm Raiffeisen und Hermann Schulze-Delitzsch.
Fusion
Die VR Bank Ostalb ging in ihrer heutigen Form aus der Fusion mehrerer Vorgängerinstitute hervor, die im neunzehnten Jahrhundert als gemeinschaftlich haftende Darlehensgenossenschaften entstanden. Die letzte Fusion im Jahr 2017 war die Verschmelzung der VR-Bank Aalen mit der Volksbank Schwäbisch Gmünd zur VR-Bank Ostalb eG, der heute größten Genossenschaftsbank in der Region.
Die Volksbank Schwäbisch Gmünd hatte ihr Wachstum ab 2006 im Vergleich zu anderen Banken exorbitant gesteigert. Dabei wurden in den folgenden Jahren Kredite ausgelegt, die nicht zur Größe der Bank passten und somit die gesunde Mischung aus großen und kleinen Firmenkrediten aus dem Lot brachten. Bereits 2009 mussten überdurchschnittliche Abschreibungen auf Kundenkredite vorgenommen werden. 2010 überstiegen die Kreditrisiken den Ertrag aus dem normalen Bankgeschäft, sodass Vorsorgereserven aufgelöst werden mussten. Die Geschäftspolitik der Volksbank war primär wachstums-, aber zu wenig risikoorientiert und hat die historisch unterdurchschnittliche Eigenkapitalausstattung der Bank nicht hinreichend berücksichtigt.
Im Geschäftsjahr 2011 sind die Risiken so groß geworden, dass die eigenen Mittel der Bank nicht mehr ausreichten, um die Wertberichtigungen auf Kredite auszugleichen. Dies geschah durch eine Garantie der Sicherungseinrichtung über 28 Mio. Euro. Letztlich trug die Eigenkapitalsituation der Bank zusammen mit der Niedrigzinsphase, die zu sinkenden Margen im Kreditgeschäft der Banken führen sollte, maßgeblich zum Zustandekommen der Fusion mit der VR Bank Aalen bei. Gegen die damaligen Vorstände Udo Effenberg und Robert Knoll wurden Regressionansprüche geltend gemacht, dies wurde in der Vertreterversammlung mit 184 der 195 anwesenden Vertretern beschlossen. Bei der Vertreterversammlung in Aalen stimmten im Juni 2017 78,79 Prozent für eine Fusion der beiden Banken, mindestens 75 Prozent waren notwendig.

## Ausbildung
Die VR-Bank Ostalb eG bietet zwei Ausbildungen an: die Berufsausbildung zum Bankkaufmann und das Studium zum Bachelor of Arts im Studienbereich Wirtschaft, Studiengang BWL-Bank an der Dualen Hochschule Baden-Württemberg Heidenheim.